# Eslinda Núñez
Eslinda Núñez (Santa Clara, 27 de diciembre de 1943) es una actriz cubana de cine y televisión.
En 2011 recibió el Premio Nacional de Cine.

## Biografía
Eslinda Nuñez nació en la ciudad de Santa Clara ―en el medio de la isla de Cuba, a 280 km de la capital, La Habana― el 27 de diciembre de 1943. Hija de Celia (ama de casa) y de Ciro (chofer de ómnibus), entre 1950 y 1954 vivió en Sagua la Grande, adonde se había trasladado su padre para trabajar.
En su adolescencia escribía poemas y pintaba cuadros, pero después no desarrollaría esa vocación.
En Santa Clara, Eslinda estudió la secundaria y el preuniversitario.
A los 14 años de edad se enamoró de Manuel Herrera (quien se convertiría en cineasta).
En Santa Clara, Eslinda estudió la secundaria y el preuniversitario.
En 1960, Herrera se fue a vivir a La Habana, contratado en el ICAIC como asistente de dirección. En 1961 se casaron en Santa Clara y se mudaron a La Habana.
En la Universidad de La Habana, Núñez se matriculó en Literatura Hispánica y en Lengua Española.
Entusiasmada por Herrera, Nelson Rodríguez, Humberto Solás y Saúl Yelín, Eslinda Núñez empezó a estudiar en la academia dramática del Teatro Estudio (en calles Neptuno y Campanario, de La Habana), donde estudió con Vicente Revuelta, Raquel Revuelta (1925-2004) y Ernestina Linares. Luego se puso en manos del profesor Julio Matas, en Casa de las Américas.
La primera obra de teatro en la que actuó fue Nuestro pueblito (Our town, de Thornton Wilder).
En 1962 se incorporó como cantante, actriz y bailarina al elenco del Teatro Musical de La Habana, dirigido por el mexicano Alfonso Arau. Ese mismo año debutó en el cine con el filme cubanofrancés El otro Cristóbal, dirigido por Armand Gatti. Llevando simultáneamente su carrera teatral y cinematográfica.

### Trayectoria profesional
Protagoniza filmes ya clásicos como Lucía (1968), Memorias del subdesarrollo (1968) y La primera carga al machete (1969), mientras en teatro obtiene resonantes éxitos por sus interpretaciones en obras como La casa de Bernarda Alba, Los días de la guerra y sobre todo Santa Camila de la Habana Vieja.
Su carrera cinematográfica se proyecta hacia el exterior y filma en países como la Unión Soviética (1972), México (1974) y Perú (1986). En 1983 obtuvo un importante éxito cuando su trabajo en el filme Amada de Humberto Solás recibió el premio de actuación en el Festival de Cine Iberoamericano de Huelva (España).
Se incorporó a la televisión, donde intervino en numerosos espacios de teatro, teleplays y telenovelas como: El Chino, Pasión y prejuicio, La otra cara, No parqueo, Ana y otros.
Ha trabajado en más de 50 puestas teatrales.
Ha participado en numerosos festivales internacionales de cine como Moscú, Karlovy Vary, San Sebastián, Biarritz, Huelva, Bogotá, Amiens o Nantes y en eventos internacionales como las semanas de la cultura cubana en Europa y Brasil o el CICLa (Centro Internacional de la Cultura Latinoamericana) en Perú.
Ha sido jurado, entre otros, en los siguientes festivales: Festival Internacional de Cine de Karlovy Vary (Checoslovaquia), Festival de Cine Iberoamericano de Huelva, Concurso José Antonio Ramos de actuación teatral. Fue presidenta del jurado de actuación del Festival Caracol de la UNEAC.

## Filmografía[5]
- 1963: El otro Cristóbal (Francia), dirigida por Armand Gatti.
- 1963: Para quién baila La Habana, dirigida por Vladimir Cech.
- 1968: Lucía, dirigida por Humberto Solás.
- 1968: Memorias del subdesarrollo, dirigida por Tomás Gutiérrez Alea.
- 1969: La primera carga al machete, dirigida por Manuel Octavio Gómez.
- 1972: El jinete sin cabeza (Unión Soviética), dirigida por Vladímir Vainstock.
- 1972: Un día de noviembre, dirigida por Humberto Solás.
- 1974: Próximamente en esta sala (México), dirigida por Sergio García.
- 1976: Mina, viento de libertad, dirigida por Antonio Eceiza.
- 1979: No hay sábado sin sol, dirigida por Manuel Herrera.
- 1980: Son... o no son, dirigida por Julio García Espinosa.
- 1981: Cecilia, dirigida por Humberto Solás, como Isabel Lincheta.[7]
- 1983: Amada, dirigida por Humberto Solás.
- 1986: Capablanca, dirigida por Manuel Herrera.
- 1986: El socio de Dios (Perú), dirigida por Federico García.
- 1990: Mujer transparente (Cuento Laura), dirigida por Ana Rodríguez.
- 1997: Mambí (España), dirigida por Santiago y Teodoro Ríos.
- 2001: Parte de mi alma (mediometraje) dirigida por Guillermo Centeno.
- 2005: Bailando cha cha chá, dirigida por Manuel Herrera.
- 2005: Viva Cuba, dirigida por Juan Carlos Cremata.
- 2005: Mi caballero de París, dirigida por Consuelo Ramírez.
- 2006: La pared, dirigida por Alejandro Gil.
- 2008: El viajero inmóvil, dirigida por Tomás Piard.
- 2012: Esther en alguna parte, dirigida por Gerardo Chijona.[8]

## Premios y reconocimientos
- «Distinción por la cultura nacional», otorgada por el Consejo de Estado de la República de Cuba.
- 1992: Invitada de honor al Festival de Cine de Bogotá (Colombia) con motivo del 500 centenario de la Invasión de América por los españoles.
- Medalla «Sello del Laureada», por El niño de la bota infortunada.
- Huésped distinguida de la ciudad de Nantes (Francia).
- Medalla por el 300.º (tricentésimo) aniversario de la fundación de la ciudad de Santa Clara.
- 2001: homenaje por su trayectoria cinematográfica en el Festival de Cine de La Habana (en Nueva York).
- Premio de actuación de la Unión de Escritores y Artistas de Cuba.
- Premio de actuación en el Festival Cinematográfico Internacional de Huelva (España).
- Premio en el concurso de actuación de la Unión de Escritores y Artistas de Cuba.
- Mención en el concurso de actuación de la Unión de Escritores y Artistas de Cuba.
- 2011: Premio Nacional de Cine (Cuba)[9]

## Vida privada
Su esposo, el cineasta villaclareño Manuel Herrera (Un sábado sin sol, Capablanca, Bailando chachachá), en la actualidad es el director de la Cinemateca de Cuba. Su único hijo, Inti Herrera Núñez, es cineasta. 

Aunque al principio dijo que no iba a dedicarse al séptimo arte, poco a poco tomó la determinación de ir a la escuela de cine, se presentó y aprobó. Imagínese, desde niño había visto a los grandes realizadores del país discutiendo sus guiones en mi casa. Tengo también una nieta adorable, y la familia se completa con la esposa de mi hijo, que es oncóloga.
Eslinda Núñez

Vive en La Habana.